# Satrupharde
Die Satrupharde  (dänisch: Satrup Herred) war eine Harde in Schleswig. 
Die Satrupharde entstand erst im Jahr 1770 nach Auflösung der königlichen Domäne Satrupholm in Satrup in der Landschaft Angeln. König Christian VII. verkaufte die Anteile des Gutes, welche fortan die Satrupharde bildeten. Die Satrupharde ist also eine vergleichsweise junge Harde. Sie gehörte seit 1771 zum Amt Gottorf, das im Jahr 1867 im Landkreis Schleswig aufging.
Das Symbol der Harde ist die Sense. Das Symbol ist noch im Angler Wappen zu sehen.

## Einzelnachweis
1. ↑  Klaus-Joachim Lorenzen-Schmidt, Ortwin Pelc (Hrsg.): Schleswig-Holstein Lexikon. 2. Aufl., Wachholtz, Neumünster, 2006, Lemma Amt Gottorf.